# Ruden
Ruden è un comune austriaco di 1 534 abitanti nel distretto di Völkermarkt, in Carinzia. Tra il 1869 e il 1876 è stato aggregato al comune di Griffen.

## Monumenti e luoghi d'interesse
- Castello di Lippitzbach nell'omonima frazione.